# Ӓ (cirílico)
A com trema (Ӓ ӓ; itálico: Ӓ ӓ) é uma letra do alfabeto Cirílico , usado nos idiomas Khanty, lapônico de Quildim, e Mari. Além disso, esta letra foi usada uma vez no Gagauz (substituto АЬ).

## Uso
Em Mari e Gagauz esta letra representa a vogal anterior quase aberta não-arredondada, /æ/.
Em lapônico de Quildim esta letra representa a vogal anterior aberta não-arredondada /a/ depois de um palatalizedo (às vezes também chamado de "meia-palatalizedo") velar nasal /nʲ/ ou um dos alveolar pára /tʲ/ ou /dʲ/. 
Em Khanty esta letra representa a vogal central quase-aberta /ɐ/.
Alguns idiomas representar como /ja/, com a letra "Я".